# 中野克哉
中野 克哉（なかの かつや、1996年9月13日 - ）は、奈良県奈良市出身のプロサッカー選手。Jリーグ・栃木SC所属。ポジションはミッドフィールダー（MF）。

## 経歴
京都橘高校の1年時の2012年度の第91回全国高等学校サッカー選手権大会で準優勝した。なお、同じ京都橘高校のチームメイトでこの大会の得点王となった仙頭啓矢は2学年上、小屋松知哉が1学年上に当る。また、2013年度および2014年度の全国高等学校サッカー選手権大会で共に優秀選手に選出された。高校卒業後は関西学院大学に入学してサッカー部に入部。大学3年時には13得点で関西学生サッカーリーグで得点王となった。
2018年11月11日、京都サンガF.C.へ加入すると発表された。2019年2月24日、J2第1節のアルビレックス新潟戦で先発出場した。なお、この試合で京都橘高校出身の仙頭啓矢や小屋松と同時にプレーした。
2021年12月27日、FC琉球への完全移籍が発表された。
2023年12月23日、大宮アルディージャへの完全移籍が発表された。
2025年6月12日、栃木SCへの完全移籍が発表された。

## 所属クラブ
- 鳥見サッカー少年団（奈良市立鳥見小学校[7]）
- YF NARATESORO
- 京都橘高校
- 関西学院大学
- 2019年 - 2021年 京都サンガF.C.
- 2022年 - 2023年 FC琉球
- 2024年 - 大宮アルディージャ / RB大宮アルディージャ
- 2025年 - 栃木SC

## 個人成績
| 国内大会個人成績 | 国内大会個人成績 | 国内大会個人成績 | 国内大会個人成績 | 国内大会個人成績 | 国内大会個人成績 | 国内大会個人成績 | 国内大会個人成績 | 国内大会個人成績 | 国内大会個人成績 | 国内大会個人成績 | 国内大会個人成績 |
| 年度             | クラブ           | 背番号           | リーグ           | リーグ戦         | リーグ戦         | リーグ杯         | リーグ杯         | オープン杯       | オープン杯       | 期間通算         | 期間通算         |
| 年度             | クラブ           | 背番号           | リーグ           | 出場             | 得点             | 出場             | 得点             | 出場             | 得点             | 出場             | 得点             |
| 日本             | 日本             | 日本             | 日本             | リーグ戦         | リーグ戦         | リーグ杯         | リーグ杯         | 天皇杯           | 天皇杯           | 期間通算         | 期間通算         |
| ---------------- | ---------------- | ---------------- | ---------------- | ---------------- | ---------------- | ---------------- | ---------------- | ---------------- | ---------------- | ---------------- | ---------------- |
| 2018             | 関学大           | -                | -                | -                | -                | -                | -                | 3                | 0                | 3                | 0                |
| 2019             | 京都             | 29               | J2               | 9                | 0                | -                | -                | 1                | 0                | 10               | 0                |
| 2020             | 京都             | 29               | J2               | 14               | 2                | -                | -                | -                | -                | 14               | 2                |
| 2021             | 京都             | 29               | J2               | 10               | 0                | -                | -                | 0                | 0                | 10               | 0                |
| 2022             | 琉球             | 11               | J2               | 33               | 6                | -                | -                | 0                | 0                | 33               | 6                |
| 2023             | 琉球             | 11               | J3               | 34               | 7                | -                | -                | 1                | 0                | 35               | 7                |
| 2024             | 大宮             | 17               | J3               | 20               | 0                | 0                | 0                | 2                | 0                | 22               | 0                |
| 2025             | 大宮             | 17               | J2               | 0                | 0                | 2                | 0                | 1                | 0                | 3                | 0                |
| 2025             | 栃木             | 81               | J3               |                  |                  | -                | -                | -                | -                |                  |                  |
| 通算             | 日本             | 日本             | J2               | 66               | 8                | 2                | 0                | 2                | 0                | 70               | 8                |
| 通算             | 日本             | 日本             | J3               | 54               | 7                | -                | -                | 3                | 0                | 57               | 7                |
| 通算             | 日本             | 日本             | 他               | -                | -                | -                | -                | 3                | 0                | 3                | 0                |
| 総通算           | 総通算           | 総通算           | 総通算           | 120              | 15               | -                | -                | 7                | 0                | 132              | 15               |

- Jリーグ初出場 - 2019年2月24日 J2第1節 アルビレックス新潟戦 (京都市西京極総合運動公園陸上競技場兼球技場)
- Jリーグ初得点 - 2020年8月19日 J2第13節 アルビレックス新潟戦 (デンカビッグスワンスタジアム)

## タイトル

### 個人
- 第92回全国高等学校サッカー選手権大会 優秀選手
- 第93回全国高等学校サッカー選手権大会 優秀選手
- 関西学生サッカーリーグ得点王（2017年度）

### クラブ
大宮アルディージャ
- J3リーグ：1回（2024年）
- 埼玉県サッカー選手権大会：1回（2024年）

## 選抜歴
- 2014年 全日本高校選抜
- 2018年 関西大学選抜